# 벨리 (트베리주)

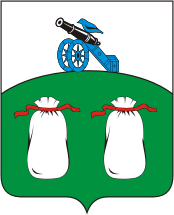
시 문장

벨리(러시아어: Бе́лый)는 러시아 트베리주 남서부에 위치한 도시로, 인구는 4,350명(2002년 기준)이다. 남서쪽으로는 스몰렌스크, 북쪽으로는 토로페츠, 북동쪽으로는 르제프와 접한다.
1359년 문헌에 처음 등장했고 1503년 모스크바 대공국이 차지하게 된다. 1506년 견고한 요새가 건설되었지만 1508년 리투아니아 군대에 포위되고 만다. 1618년부터 1654년까지 폴란드-리투아니아 연방의 영토로 남아있었고 1667년 러시아 제국의 영토가 된다.